# Tjentište
Tjentište (in serbo Тјентиште?) è un villaggio della Bosnia ed Erzegovina. È situato nella municipalità di Foča e fa parte della Repubblica serba di Bosnia. Secondo il censimento del 2013 conta 88 abitanti.
Si trova lungo il fiume Sutjeska, all'interno del parco nazionale di Sutjeska, il più grande della Bosnia ed Erzegovina.
A Tjentiste è situato un ossario dedicato ai combattenti partigiani della Repubblica Federale di Jugoslavia caduti durante il 1943 nella battaglia di Sutjeska, che fa parte del complesso monumentale "Dolina heroja" (Valle degli eroi), visitato ogni anno da decine di migliaia di persone.

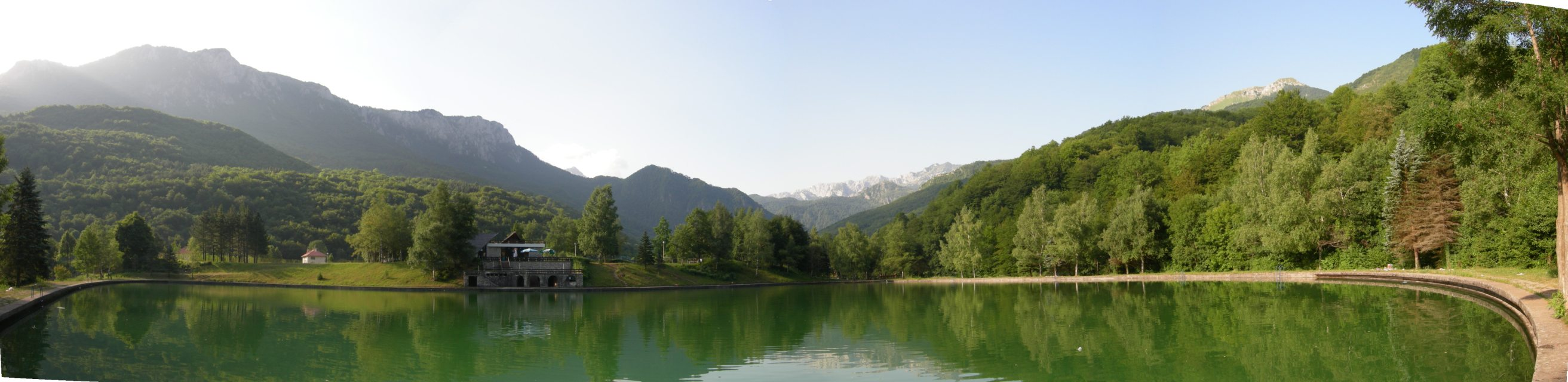
Bacino artificiale nei pressi di Tjentište.